# Stephensia varia
Stephensia varia är en svampart som beskrevs av Rodway 1897. Stephensia varia ingår i släktet Stephensia och familjen Pyronemataceae.   Inga underarter finns listade i Catalogue of Life.